# MSC Carla
Das Containerschiff MSC Carla wurde 1972 als Nihon für die Svenska Ostasiatiska Kompaniet (SEA) gebaut und zählte beim Bau zu den schnellsten Frachtschiffen weltweit. Am 24. November 1997 brach es im Nordatlantik in zwei Teile.

## Geschichte

### ScanDutch Service
1971 gründeten die drei skandinavischen Reedereien Det Østasiatiske Kompagni (East Asiatic Company), Kopenhagen, Svenska Ostasiatiska Kompaniet, Göteborg und Wilh. Wilhelmsen in Oslo die Scanservice-Gruppe, um einen Europa-Fernost Containerdienst mit 15-tägigen Abfahrten vom Basishafen Göteborg anzubieten. Sie bestellten die vier gleichwertig großen und sehr schnellen Containerschiffe Selandia und Jutlandia (EAC), Nihon (SEA), und Toyama (Wilhelmsen).
Vor den beiden Ölpreiskrisen der 1970er Jahre waren die Treibstoffkosten sehr gering.
Kurz darauf trat die niederländische Reederei Nedlloyd mit den beiden Schiffen Nedlloyd Delft und Nedlloyd Dejima der Gruppe bei, woraufhin diese in ScanDutch umbenannt wurde. Zusammen investierten die Reedereien des in Kopenhagen angesiedelten 'ScanDutch Service Pools' für dieses Bauprogramm von über 700.000 tdw 250 Millionen US-Dollar, zu denen weitere 35 Millionen Dollar für den Ankauf von Containern kamen. Im Jahr 1973 stieß noch die französische Reederei Messageries Maritimes mit ihrer Korrigan hinzu und 1977 die malaysische Reederei Malaysia International Shipping Corporation (MISC).

### Bau und Einsatzzeit
Geordert wurde die Nihon 1971 von der Göteborger Reederei Svenska Ostasiatiska Kompaniet (Swedish East Asiatic Company, SEA) bei der Werft Øresundsvarvet in Landskrona. Nach Ablieferungsbeginn im Juni 1972 eröffnete die Nihon den ScanDutch Fernost-Dienst, den sie auch unter mehreren späteren Eignern nicht verließ. Im Jahr 1978 wurde das Schiff dem Mutterunternehmen Broströms Rederi AB unterstellt. 1984 wurde die Nihon ohne Umbenennung an die Rederi AB Transocean veräußert, die es kurz darauf in Ulsan bei der Hyundai-Mipo Werft um 14,20 m verlängern ließ und noch im selben Jahr an die Transatlantic Shipping Ltd. weitergab. 1991 erwarb Det Östasiatiske Kompagni AS (EAC) aus Kopenhagen die Nihon.
Im Jahr 1993, als die Reederei Brail Transport (A. P. Møller-Mærsk) das Schiff kaufte, erhielt es seinen zweiten Namen, Ladby Maersk. Zwei Jahre darauf erwarb die Rationis Enterprises Inc. (Panama) das Schiff als Ladby für die Mediterranean Shipping Company (MSC) und benannte es 1996 in MSC Carla um.

### Havarie im November 1997
Am 24. November 1997 befand sich die MSC Carla auf einer Reise von Le Havre nach Boston etwa 100 Seemeilen von den Azoren im Nordatlantik, als es in einem schweren Sturm auf der Position 39° 19′ N, 25° 1′ W in zwei Teile zerbrach. Die 34-köpfige Besatzung konnte mit einem Hubschrauber gerettet werden. Das Achterschiff wurde vom Bergungsschlepper Fotiy Krylov in Schlepp genommen, der am 20. Dezember Las Palmas de Gran Canaria erreichte. Das Vorschiff mit seiner Ladung von etwa 1.000 Containern sank am 30. November. Die auf dem Achterschiff verbliebene Ladung von 587 Containern wurde gelöscht und das Schiff zur Verschrottung nach Gijón geschleppt, wo es 1998 abgebrochen wurde.
Ein US-Gericht befand, die fehlerhafte Verlängerung des Schiffes sei ursächlich für das strukturelle Versagen des Schiffes. Das Gerichtsurteil wurde später aus formalen Gründen aufgehoben.

## Technik
Das herausragendste Detail der Nihon war seine Antriebsanlage, die aus drei an Steuerbord, Mittschiffs und Backbord angeordneten Götaverken-Dieselmotoren bestand. Beide Seitenmotoren hatten 23.400 PS und trieben direkt je einen Festpropeller mit 5,85 m Durchmesser an. Der mittlere Motor verfügte über eine Leistung von 28.200 PS, die er an einen Verstellpropeller mit 6,25 m Durchmesser abgab.
Das 8-Luken-Schiff konnte anfangs 2.002 TEU transportieren und hatte 110 Anschlüsse für Kühlcontainer. Die Verlängerung im Jahr 1984 erhöhte die Containerkapazität auf 2.868 TEU.